# Planète d'exil
Planète d'exil (titre original : Planet of Exile) est un roman de science-fiction et de fantasy écrit par Ursula K. Le Guin, publié en 1966 puis traduit en français et publié en 1972. Il fait partie d'un cycle intitulé le Cycle de l'Ékumen.

## Résumé
Bien des années après la création de la Ligue de tous les mondes, le dernier vaisseau de la Ligue quitte Gamma Draconis III, la troisième planète du soleil Gamma Draconis pour combattre l'ennemi, laissant quelques milliers de colons isolés sur la planète, le vaisseau emportant avec lui le long-parleur, l'ansible. Six cents ans après, deux éléments vont changer le cours d'une histoire répétitive et mortifère.
Les colons, les Hors Venus, vivent dans des cités de pierre, contrairement aux populations indigènes, peuples nomades n'ayant toujours pas réinventé la roue (alors qu'ils ont connaissances des chariots des Hors Venus). Sur cette planète, il y a deux types de nomades, ceux qui en hiver vivent dans les Cités d'Hiver, et ceux qui migrent du nord vers le sud. Ces deux types de vie sont à mettre en parallèle avec le temps de rotation de la planète d'une durée de soixante années terrestres, le temps d'une vie, l'hiver durant quinze ans.
Le roman commence par la rencontre entre Rolerie, indigène, habitante de Tévar, une des Cités d'Hiver, et Jacob Agat Autreterre, descendant des colons de la cité des Hors Venus. Ce dernier la sauve d'une dangereuse marée montante en lui parlant en esprit, chose réputée impossible entre deux races différentes.
En parallèle, la Sudaison approche, le grand flux migratoire des peuples du nord, les Gaal. Mais à la différence de l'année passée (qui dure donc l'équivalent de soixante années terrestres), les peuples se sont unis autour d'un chef et s'emparent des Cités d'Hiver de différents peuples, massacrant les hommes, capturant les femmes, et laissant quelques-uns d'entre eux dans chaque Cité d'Hiver pour les retrouver lors de leur retour. 
Agat va trouver le vieux Wold, grand-père de Rolerie, pour créer une alliance entre les Cités d'Hiver proches, Askatévar, Allakskat et Pernmek, et les Hors Venus, contre les Gaal. Les Gaal, estimés à 60 000, contre à peine 2 000 Hors Venus, et quelques centaines d'habitants des Cités d'Hiver. Il y avait jadis bien plus d'Hors Venus, mais « il est difficile de survivre en un monde pour lequel on n'est pas fait ».
À cause de la relation amoureuse de Rolerie et d'Agat, l'alliance n'a pas lieu. Les Gaal détruisent Tévar, mais une partie des habitants sont sauvés grâce à Agat et les Hors Venus. Ceux-ci, dans leur guérilla contre les Gaal, ne peuvent utiliser que les techniques des indigènes, à la suite de la politique de la Ligue : l'Embargo Culturel.
Après Tévar, les Gaal attaquent la cité des Hors Venus, mais renoncent, vaincus par l'arrivée de l'hiver. Un nouvel espoir arrive alors. D'abord par l'infection des blessures que les Hors Venus ont subies, marquant la fin de leur immunité biologique, étant un peuple étranger à ce monde. Mais aussi par la violation de la loi ; les Hors Venus, à l'encontre de l'avis d'Agat, écoutent les pensées des Gaal pour connaître leurs attaques à l'avance. 
Une possibilité d'union et d'enfantement entre les deux peuples devient alors possible.

### La Sudaison
« 
La vallée qui serpentait du nord au sud au pied du mont de Tévar en direction de la rivière coulant à l'est de la forêt, cette vallée était pleine - pleine comme une rivière en crue, grouillant et regorgeant de monde. S'écoualnt vers le sud, c'était un flot paresseux, confus et sombre, qui s'étirait et se contractait, s'arrêtait et repartait, avec des hurlements, des cris, des appels, des claquements de fouets, le braillement rauque des hann, les vagissements des bébés, la mélopée sans harmonie des tireurs de litières, une note de couleur vive ici et là, tente roulée de feutre rouge, bracelets peints d'une femme, panache rouge, fer de lance; vacarme et puanteur, mouvement continu dirigé vers le sud : la Sudaison. Mais jamais dans le passé il n'y avait eu de Sudaison comme celle-ci, aussi massive. Au nord à perte de vue, dans la vallée qui s'élargissait, on voyait arriver d'autres Gaal, et d'autres encore derrière eux, puis d'autres encore. Et ce n'était là que les femmes, la marmaille et l'équipage... À côté de ce lent torrent humain, la Cité d'Hiver de Tévar n'était rien. Un galet au bord d'une rivière en crue.
 »
— p110 ldp 7054

## Éditions françaises
- Dans Le Monde de Rocannon / Planète d'exil / La Cité des illusions, OPTA, coll. « Club du livre d'anticipation » no 40, 1972, traduction Jean Bailhache.

Cette édition dispose d'une introduction d'Ursula K. Le Guin, nommée  La Nébuleuse du crabe, la Paramécie et Tolstoï, traduite par Michel Demuth.
- Planète d'exil, Le Livre de poche, coll. « SF » no 7054, 1978  (ISBN 2-253-02433-3)
- Planète d'exil, Pocket, coll. « Science-fiction » no 5260, 1987  (ISBN 2-266-02000-5)
- Planète d'exil, Le Livre de poche, coll. « SF » no 7252, 2003  (ISBN 2-253-07252-4)